# I'll Take Everything (The Platinum Collection)
I'll Take Everything (The Platinum Collection) è una raccolta box set del cantautore britannico James Blunt, pubblicata il 4 settembre 2015 per il solo mercato australiano.

## Descrizione
Il set contiene per intero tutte le tracce (e anche alcune bonus track) di tutti gli album originali pubblicati fino al 2015 dal cantautore, ovvero Back to Bedlam (2004), All the Lost Souls (2007), Some Kind of Trouble (2010) e Moon Landing (2013).

## Tracce
I quattro CD corrispondono ai quattro originali album.

### Back to Bedlam
1. High – 4:03 (James Blunt, Ricky Ross)
2. You're Beautiful – 3:33 (James Blunt, Sacha Skarbek, Amanda Ghost)
3. Wisemen – 3:42 (James Blunt, Sacha Skarbek, Jimmy Hogarth)
4. Goodbye My Lover – 4:20 (James Blunt, Sacha Skarbek)
5. Tears and Rain – 4:04 (James Blunt, Guy Chambers)
6. Out of My Mind – 3:33 (James Blunt)
7. So Long, Jimmy – 4:26 (James Blunt, Jimmy Hogarth)
8. Billy – 3:37 (James Blunt, Sacha Skarbek, Amanda Ghost)
9. Cry – 4:06 (James Blunt, Sacha Skarbek)
10. No Bravery – 4:00 (James Blunt, Sacha Skarbek)
11. Fall at Your Feet – 2:25 (Neil Finn)

### All the Lost Souls
1. 1973 – 4:40 (James Blunt, Mark Batson)
2. One of the Brightest Stars – 3:12 (James Blunt, Steve McEwan)
3. I'll Take Everything – 3:05 (James Blunt, Eg White)
4. Same Mistake – 4:59 (James Blunt)
5. Carry You Home – 3:57 (James Blunt, Max Martin)
6. Give Me Some Love – 3:37 (James Blunt)
7. I Really Want You – 3:30 (James Blunt)
8. Shine On – 4:27 (James Blunt)
9. Annie – 3:29 (James Blunt, Jimmy Hogart)
10. I Can't Hear the Music – 3:45 (James Blunt)
11. Love, Love, Love – 3:58 (James Blunt, Eg White)
12. Cuz I Love You (Live in Glastonbury 2008) – 3:25 (Naville Holder, James Lea)
13. Young Folks (Jo Whiley Live Lounge) – 2:58 (Moren, Yttling)
14. Breakfast In America (Live) – 4:03 (Richard Davies, Roy Hodgson)
15. Primavera in anticipo (It Is My Song) (Laura Pausini feat. James Blunt) – 3:28 (Daniel Vuletic, James Blunt, Cheope, Laura Pausini)

### Some Kind of Trouble
1. Stay the Night – 3:34 (James Blunt, Bob Marley, Steve Robson, Ryan Tedder)
2. Dangerous – 3:11 (James Blunt, Steve Robson)
3. Best Laid Plans – 3:29 (James Blunt, Wayne Hector, Steve Robson, David Campbell)
4. So Far Gone – 3:34 (James Blunt, Steve Robson, Ryan Tedder)
5. No Tears – 3:49 (James Blunt, Wayne Hector, Steve Robson)
6. Superstar – 3:48 (James Blunt, Greg Kurstin)
7. These Are the Words – 3:22 (James Blunt, Wayne Hector, Steve Robson)
8. Calling Out Your Name – 3:23 (James Blunt, Wayne Hector, Steve Robson)
9. Heart of Gold – 3:30 (James Blunt, Steve Robson)
10. I'll Be Your Man – 3:36 (James Blunt, Kevin Griffin)
11. If Time Is All I Have – 3:36 (James Blunt, Eg White)
12. Turn Me On – 2:30 (James Blunt, Eg White)

### Moon Landing
1. Face the Sun – 4:01 (James Blunt, Steve Robson)
2. Satellites – 3:12 (James Blunt, Claude Kelly, Steve Mac)
3. Bonfire Heart – 3:56 (James Blunt, Ryan Tedder)
4. Heart to Heart – 3:27 (James Blunt, Daniel Parker, Daniel Omelio)
5. Miss America – 3:03 (James Blunt, Wayne Hector, Steve Mac)
6. The Only One – 3:41 (James Blunt, Wayne Hector, Steve Mac)
7. Sun on Sunday – 3:14 (James Blunt, Claude Kelly, Steve Mac)
8. Bones – 2:50 (James Blunt, Wayne Hector, Steve Mac)
9. Always Hate Me – 3:36 (James Blunt, Ammar Malik)
10. Postcards – 4:45 (James Blunt, Wayne Hector, Steve Mac)
11. Blue on Blue – 3:50 (James Blunt, Steve McEwan)

## Classifiche
| Classifica (2015) | Posizione massima |
| ----------------- | ----------------- |
| Australia         | 5                 |